# Nidia Bustos
Nidia Bustos (1952) is een Nicaraguaans cultureel activiste en theaterdirecteur. Ze is oprichter van de theaterorganisatie MECATE met landelijk 80 theater- en muziekgroepen. In 2011 werd ze onderscheiden met een Prins Claus Prijs.

## Levensloop
In 1980 zette Bustos haar levenswerk op, MECATE, een theaterorganisatie die uitgroeide tot een landelijke organisatie met in 2011 meer dan 80 theater- en muziekgroepen verspreid over Nicaragua.
Na afloop van de onderdrukking door het Somoza-regime (1936-1979) waren de sociale structuren voor kleine boeren (campesinos) weggevallen. Haar doel met de theaterorganisatie is in de loop van de jaren geweest te werken aan de wederopbouw van het land door meer sociale verbinding in de agrarische gemeenschappen te ontwikkelen. MECATE (Movimiento de Expresión Campesina Artística y Teatral) betekent vertaald Beweging voor Artistieke en Theatrale Expressie van Campesionos.
Met haar theaterorganisatie zet ze de opvoering in gang van toneelstukken en liedjes en publiceert ze verhalen en gedichten, waarbij ze gebruikmaakt van kostuums en rekwisieten die uit de culturele traditie van de campesinos voortkomen. Verder organiseert ze workshops, ontmoetingen en uitwisselingen. Haar initiatieven leveren ook op dat er belangrijke discussies loskomen, vaak in artistieke vorm, zoals over herbeplanting, malariapreventie, landbouwtechnieken, grondspeculatie en de gevolgen van handelsverdragen.
Bustos is verder lid van de stichting Luciérnaga, dat glimworm betekent. Dit is een non-profitorganisatie die audiovisuele middelen regelt voor educatieve doeleinden.

## Erkenning

### Prijs
- 2011: Prins Claus Prijs in de categorie Doorbreken van taboes

### Filmografie
In 1982 kwam de eerste documentaire uit,  Otro Gallo Nos Canta, over het werk van de organisatie MECATE. De documentaire werd geproduceerd door Félix Zurita. Hetzelfde jaar volgde nog een documentaire van Zurita over het werk van de organisatie, Perú, ni leche ni gloria. Beide documentaires hebben een looptijd van 50 minuten. In 1986 verscheen nogmaals een documentaire, How Campesinos Are Creating Theater and Art in Revolutionary Nicaragua.
Zurita produceerde in 2005 een korte theaterfilm van 50 minuten, waarin de theateruitvoering werd gedaan door leden van MECATE en campesinos als publiek fungeerden.